# Menlo (Kansas)
Menlo es una ciudad ubicada en el condado de Thomas en el estado estadounidense de Kansas. En el año 2010 tenía una población de 61 habitantes y una densidad poblacional de 203,33 personas por km².

## Geografía
Menlo se encuentra ubicada en las coordenadas 39°21′22″N 100°43′28″O / 39.35611, -100.72444 (39.356117, -100.724339).

## Demografía
Según la Oficina del Censo en 2000 los ingresos medios por hogar en la localidad eran de $16,250 y los ingresos medios por familia eran $27,500. Los hombres tenían unos ingresos medios de $26,071 frente a los $21,250 para las mujeres. La renta per cápita para la localidad era de $9,475. Alrededor del 17.6% de la población estaban por debajo del umbral de pobreza.